# Beclean
Beclean é uma cidade da Romênia com 12.033 habitantes, localizada no distrito de Bistrița-Năsăud.